# Famille Pipenpoy
La famille Pipenpoy (Pypenpoy, Pipenpoi), est une très ancienne et influente famille patricienne de Bruxelles qui exerça des fonctions publiques dans la capitale du duché de Brabant jusqu'à la fin de l'Ancien Régime. Elle s'éteignit en 1832 en la personne de Catherine de Pipenpoy, âgée de cent ans.

## Origines

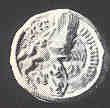
Sceau de Pierre Pipenpoy, échevin de Bruxelles.

Le nom Pipenpoi, Pipenpoy ou Pypenpoy, qui apparait dès le XIIIe siècle à Bruxelles, est celui d'une importante famille de l'aristocratie urbaine d'origine bourgeoise.
Guillaume Pipenpoi, décédé avant 1253, cité comme bourgeois (poorter) et échevin de Bruxelles en 1227-1230, en est le premier représentant connu. Il occupait un steen, ou maison fortifiée, appelé le Cantersteen, le "steen du chantre", situé à l'angle des actuelles rues de la Madeleine et de l'Empereur.

## Généalogie

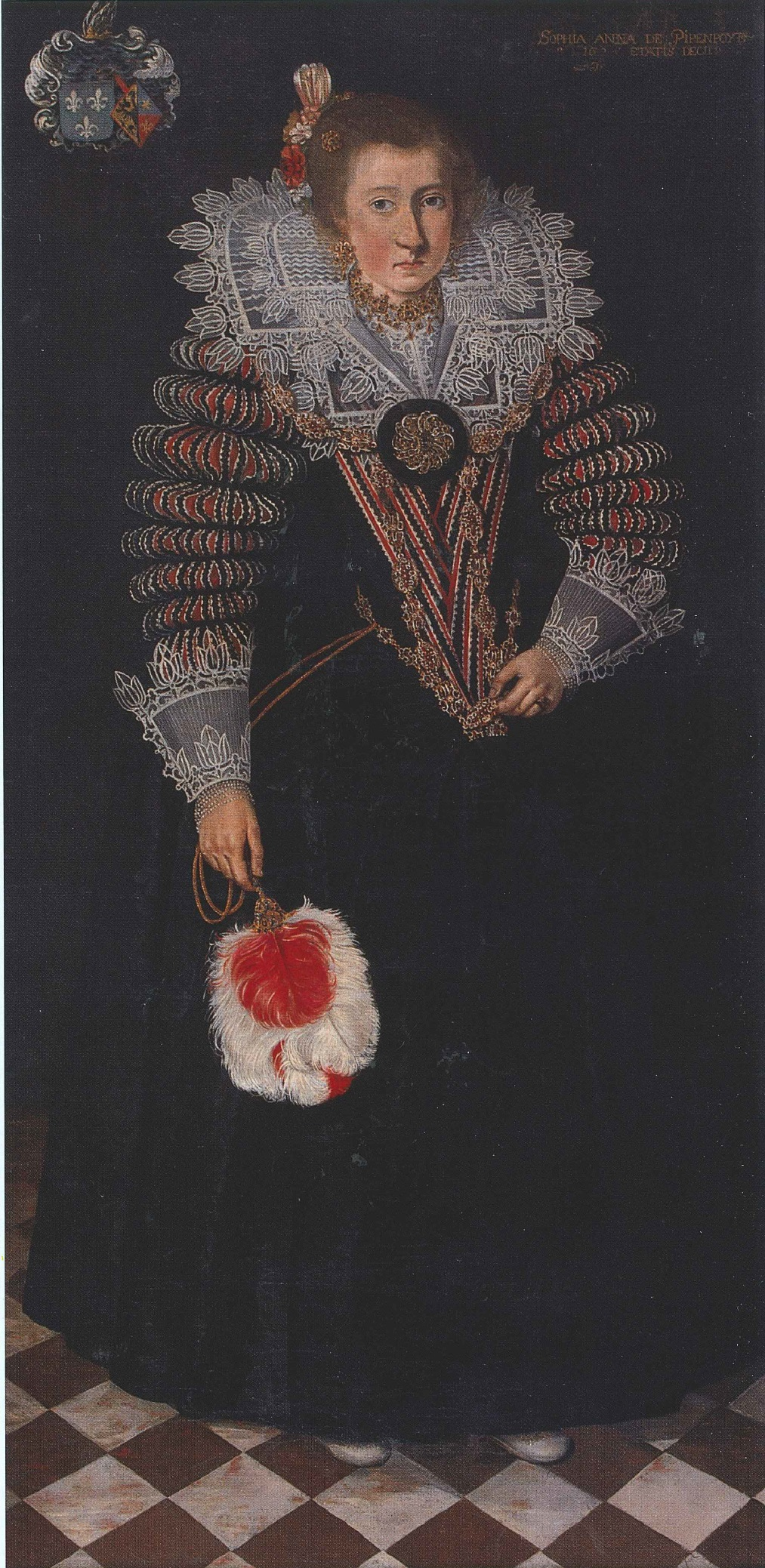
Sophia Anna Pipenpoy, dame de Merchten, épouse en premières noces de Wytze van Cammingha et en secondes noces, après le décès de son mari, de Johan Albrecht comte de Schellard van Obbendorp, dont elle divorça. Sophia Anna Pipenpoy mourut sans enfants dans son domaine de Liauckama State en Frise le 20 novembre 1670. (Musée de Frise).

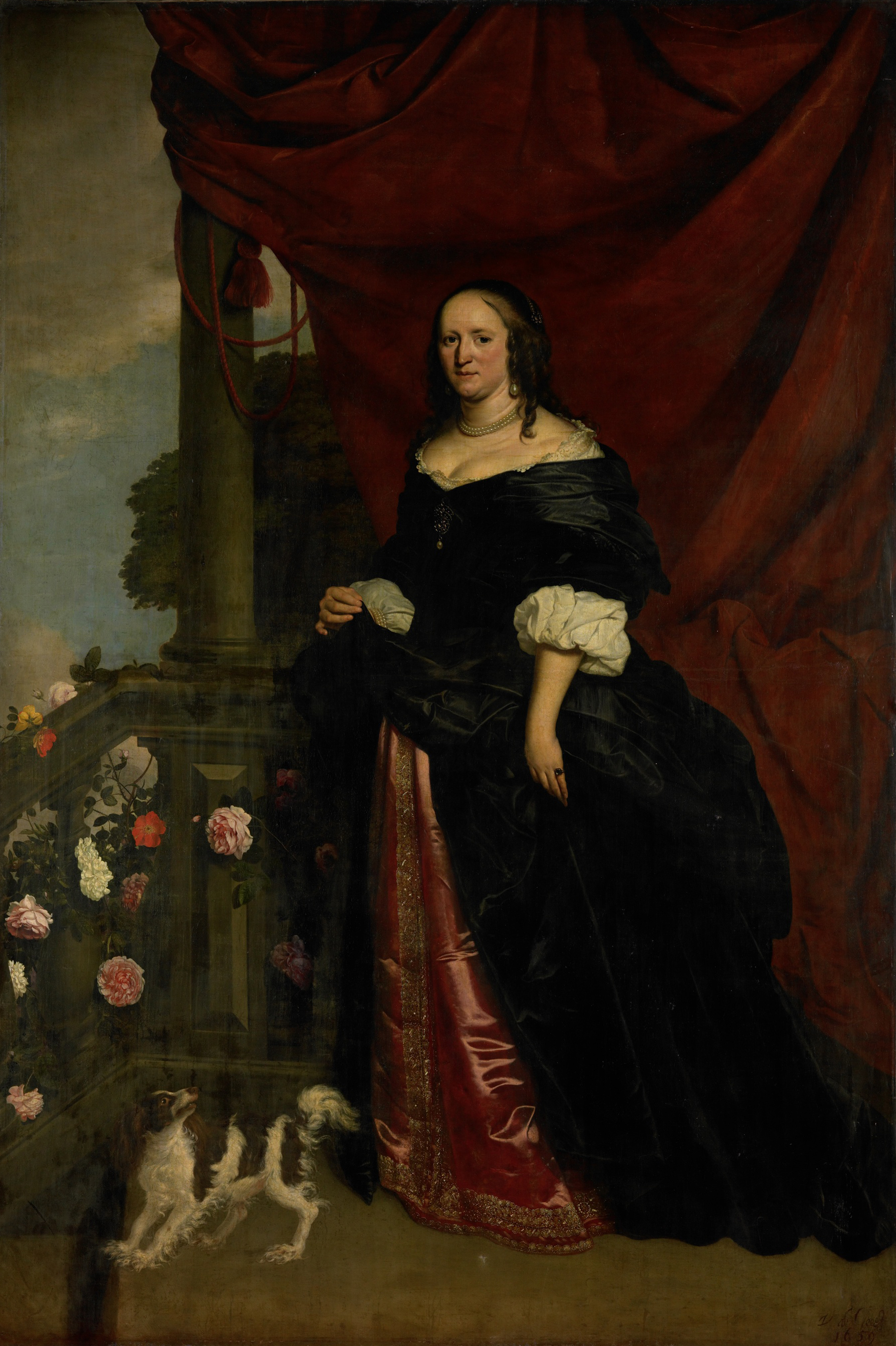
Portrait présumé de la même Sophia Anna van Pipenpoy (c. 1618-1670), par Wybrand de Geest (Rijksmuseum Amsterdam). Branche des Pipenpoy de Frise.

Cette famille eut de nombreuses branches dont le tronc principal peut s'établir ainsi :
I. Guillaume (Willem) Pipenpoy, fut bailli de Gaasbeek, portait lors de la Bataille de Worringen en 1288, la bannière du sire de Gaasbeek et combattit aux côtés du duc Jean Ier de Brabant. Il fut également vassal de de Robert de Grimbergen, seigneur d’Asse, et de Godefroid de Brabant, seigneur d’Aerschot et Vierzon, frère du duc Jean Ier de Brabant,. Il fit une carrière politique et fut échevin de Bruxelles en 1287, 1290, 1297, 1302 et 1306. Il devint amman de cette ville en 1300.
II. Wautier Pipenpoy, échevin en 1301, 1314, 1316, 1318, 1322, 1326, fut également amman de Bruxelles en 1318 et 1319.
III. Wautier Pipenpoy, échevin du lignage Serhuyghs en 1331, 1333, 1336, 1337 et amman en 1341, 1349. Il avait épousé Catherine Boote.
IV. Gysbrecht Pipenpoy, décédé en 1394 trésorier de la ville de Bruxelles en 1372, fut échevin du lignage Roodenbeke en 1380 et 1388 puis doyen de la Gilde drapière. Il avait épousé Marie Swaef, décédée en 1418. Dont :
a) Jean Pipenpoy qui suit sous V.
b) Gysbrecht Pipenpoy, seigneur de Coninxsteen, amman de Bruxelles en 1416, épousa Catherine van Nedervelde. Dont Élisabeth Pipenpoy qui épousa Guillaume Halfhuys.
V. Jean Pipenpoy, né vers 1387, échevin de Bruxelles en 1462, épousa Marguerite van de Voorde, fille de Jean et de Clémentine de Gaesbeek, fille naturelle de Sweder d'Abcoude, seigneur de Gaasbeek.
VI. Guillaume (Willem) Pipenpoy, échevin de Bruxelles en 1468 puis trésorier en 1483, épousa Catherine de Buttere dit Haecman.
VII. Jean Pipenpoy, décédé en 1532, échevin de Bruxelles du lignage Serhuyghs, en 1504, seigneur de Bossuyt, épousa Gertrude Bosch. Leur pierre tombale armoriée est toujours visible dans l'église de Lennik-Saint-Martin.
VIII. Jean Pipenpoy, décédé en 1553, épousa Cornélie van Overstraeten. Ils sont représentés sculptés en bas relief, sur une belle pierre tombale toujours visible dans l'église de Lennik-Saint-Martin. Ils eurent entre autres :
a) Jean Pipenpoy, suit sous IX.
b) (?) François Pipenpoy, fils des précédents selon le Nieuw Nederlandsch Biografisch Woordenboek, participa au Compromis des nobles (1566) lors de la révolte des Pays-Bas. On le trouve en 1577 seigneur de Ganlau, "grietman" de Hemelumer Oldevaert et drossard (drost) de Noordevold. Sa famille fit souche en Frise. Son nom et la descendance de cette branche devenue calviniste ne sont pas repris dans la généalogie publiée dans Le théâtre de la noblesse du duché de Brabant.
IX. Jean Pipenpoy, décédé en septembre 1615, épousa Elisabeth Goossens. Dont entre autres :
X. Zeger Pipenpoy, décédé en 1658, épousa Jeanne van Cutsem. Dont :
a) Henri Pipenpoy, sans postérité. Il était selon Le théâtre de la noblesse du Brabant (1705), brasseur à l'enseigne du Moulin à Vent (Hendrick Brouwer in den Wintmolen tot Brussel).
b) Jacques Pipenpoy, suit sous XI.
c) Joannes Pipenpoy, moine chartreux à Bruges.
d) Joanna Pipenpoy, épousa Laureys Roelofs.
e) Petronella Pipenpoy, épousa en premières noces Sieur Jan t'Sas, et en secondes noces le Sieur Willem t'Kint.
f) Maria Pipenpoy, épousa en premières noces Sieur Martin van der Schueren et en secondes noces le Sieur Josse t'Kint.
g) Anna Pipenpoy, épousa Tobias Crockaert.
XI. Jacques Pipenpoy, décédé en 1681, licencié ès lois, avocat au Conseil souverain de Brabant, admis au lignage Sehuyghs le 28 juillet 1649, échevin de Bruxelles du lignage Serhuyghs en 1660, 1674, 1681, trésorier en 1673, épousa Anna vander Heyden, fille du greffier d'Asse. Dont :
XII. Henry Pipenpoy, bourgmestre de Bruxelles en 1688, 1689, 1692, échevin en 1682, 1683, 1684, 1685, 1686, 1687, 1690 et 1691, puis premier pensionnaire de la ville, épousa en premières noces Pétronelle Amelberge Baccart et en secondes noces Thérèse Du Mont. Dont :
a) Jacques Jean Pipenpoy, suit sous XIII.
b) Isabelle Pipenpoy.
XIII. Jacques Jean Pipenpoy, écuyer, licencié ès lois.

## Liste chronologique de Pipenpoy reçus dans les Lignages de Bruxelles
- 1364 : Ghysbrecht Pipenpoy, échevin du lignage Roodenbeke, épousa en 1364 Marie Swaef.
- 1544 : Jean Pipenpoy, chevalier (1547), bourgmestre de Bruxelles en 1556. Fut reçu le 13 juin 1544 au lignage Serhuyghs.
- 1545 : Maître Eustache Pipenpoy, échevin de Bruxelles en 1586 et 1587, admis au lignage Sweerts du chef de sa mère Barbe Was, fille d'Amelryck Was inscrit en ce lignage de 1483 à 1520, et d'Anna Daneels dite van Watermale. Il mourut lors de l'effondrement du théâtre (qui miserabili theatri corruentis casu obiit) le 20 juillet 1587. Cité le 13 juin 1545 au lignage Sweerts.
- 1558 : Antoine Pipenpoy, cité le 13 juin 1558 au lignage Serhuyghs.
- 1567 : Pierre Pipenpoy, seigneur de Merchtem, cité en 1567 au lignage Sleeus.
- 1568 : Pierre Pipenpoy, seigneur de Merchtem, admis en 1568 au lignage Serhuyghs.
- 1603 : Antoine Pipenpoy, fut admis le 13 juin 1603 au lignage Serhuyghs. Il est fils d'Antoine Pipenpoy ayant également siégé au même lignage.
- 1649 : Jacques Pipenpoy, licencié en Droit et avocat du Conseil de Brabant, avait été admis le 28 juillet 1649 au lignage Serhuyghs après avoir soutenu un procès contre les commissaires des Lignages qui contestaient son rattachement aux Pipenpoy anciens de Bruxelles, cette famille ayant disparu de la ville depuis alors près de deux siècles. Sa famille avait quitté Bruxelles dès le milieu du XVe siècle, lors des troubles politiques contre les patriciens, et s'était établie à Lennik-Saint-Martin et Merchtem où elle possédait des seigneuries. Pierre Pipenpoy, seigneur de Merchtem, échevin de Bruxelles en 1445, 1461, 1468, 1475 et 1477, fut décapité le 13 mars 1477 payant de sa vie sa fidélité au défunt Charles le Téméraire[11].
- 1668 : Monsieur et Maître ("Heer ende Meester") Henri Pipenpoy, licencié en Droit, fut admis le 13 juin 1668 au lignage Serhuyghs.
- 1743 : Messire (Joncker) Jean-Joseph-Ghislain Pipenpoy, I.U.L., fils de Joncker Jacobus Joannes Pipenpoy, ayant siégé au lignage, et d'Isabella Papenbroeck. Il fut "octovir" de la Gilde drapière de Bruxelles de 1751 à 1753 et chef-doyen en 1757. Avait été admis le 13 juin 1743 au lignage Serhuyghs.
- 1706 : Jacques-Jean Pipenpoy, licencié ès Droit, fils d'Henri Pipenpoy qui fut bourgmestre de Bruxelles, et petit-fils de Jacques Pipenpoy également admis au Lignage, fut échevin de Bruxelles en 1722 et 1730, et avait été admis le 13 juin 1706 au lignage Serhuyghs.

## Fonds d'archives
- Office généalogique et héraldique de Belgique, Fonds Henry-Charles van Parys, no 136. (XXIV-XXIX) « Liber Pipenpoy ». Contient six cahiers avec les preuves tirées du fonds Houwaert-De Grez (Cabinet des manuscrits de la Bibliothèque Royale de Belgique) concernant la famille Pipenpoy du XIVe au XVIIe siècle.